# Apamea submediana
Apamea submediana là một loài bướm đêm trong họ Noctuidae.